# Rue Bénard
La rue Bénard est une voie du 14e arrondissement de Paris, en France.

## Situation et accès
La rue Bénard est une voie publique située dans le 14e arrondissement de Paris. Elle débute au 22, rue des Plantes et se termine au 24-26, rue Didot en longeant la place Flora-Tristan.

## Origine du nom
La rue Bénard porte le nom du propriétaire des terrains sur lesquels elle fut ouverte.

## Historique
La voie est créée et prend sa dénomination le 23 mai 1863.

## Bâtiments remarquables et lieux de mémoire
- Au no 7 : maison à la façade en briques rouges habitée depuis 1974 jusqu'à la fin de sa vie, en 1987, par Jacques Hérold, peintre, sculpteur et illustrateur lié au mouvement surréaliste[1].
- Au no 49 naît, le 24 octobre 1887, le coureur cycliste Octave Lapize, vainqueur du Tour de France 1910, des Paris-Roubaix 1909, 1910 et 1911, mort pour la France le 14 juillet 1917 à Toul[1].